# Dicastère pour la promotion de l'unité des chrétiens
Le Dicastère pour la promotion de l'unité des chrétiens, anciennement Conseil pontifical pour la promotion de l'unité des chrétiens, est un département de la curie romaine fondé à la suite du concile Vatican II dont le but est de participer à l’œcuménisme. Son premier président fut Agostino Bea, nommé par le pape Jean XXIII.
Le conseil est divisé en deux sections : une pour les relations avec les communautés issues de la Réforme et une autre pour les Églises particulières d’Orient. Dans Pastor Bonus, le pape Jean-Paul II a transformé le secrétariat en conseil pontifical.
Le cardinal Kurt Koch est son président actuel alors que l’évêque Flavio Pace est son secrétaire. Son président émérite est le cardinal Walter Kasper depuis juillet 2010. Il encourage le dialogue dans l’esprit d’Unitatis Redintegratio et entretient une relation cordiale avec le Conseil œcuménique des Églises.

## Histoire
L’origine du Conseil pontifical pour la promotion de l’unité des chrétiens est étroitement liée au concile dit « Vatican II ». Le pape Jean XXIII désirait que l’engagement de l’Église catholique dans le mouvement œcuménique contemporain soit l’un des buts principaux du Concile. C’est pourquoi, le 5 juin 1960, il a créé un Secrétariat pour la promotion de l’unité des chrétiens comme l’une des commissions préparatoires au Concile et a nommé comme premier président le cardinal Augustin Bea. C’est la première fois que le Saint-Siège mettait en place une structure consacrée uniquement aux questions œcuméniques.
La première fonction du Secrétariat a été tout d’abord d’inviter les autres Églises et Communions mondiales à envoyer des observateurs au deuxième concile du Vatican. Mais, dès la première session (1962), par décision du pape Jean XXIII, il fut assimilé aux commissions conciliaires. Le Secrétariat a alors préparé et présenté au Concile les documents sur l’œcuménisme (Unitatis redintegratio), les religions non chrétiennes (Nostra Ætate), la liberté religieuse (Dignitatis humanae) et, en lien avec la Commission doctrinale, la Constitution dogmatique sur la « Révélation divine » (Dei Verbum).
En 1963, le Saint-Père a précisé que le Secrétariat serait composé de deux sections chargées respectivement des relations avec les Églises orthodoxes et les anciennes Églises orientales d’une part et, d’autre part, avec les Églises et Communautés ecclésiales d’Occident.
En 1966, le Concile étant achevé, le pape Paul VI a confirmé le Secrétariat pour la promotion de l’unité des chrétiens comme organe permanent du Saint-Siège. Le cardinal Bea l’a présidé jusqu’à sa mort en 1968. En 1969, le cardinal Johannes Willebrands était désigné pour lui succéder. Vingt ans plus tard il se retirait et devenait président émérite ; le cardinal Edward Idris Cassidy était alors nommé président de ce dicastère.
C’est par la Constitution apostolique Pastor Bonus du 28 juin 1988 que le pape Jean-Paul II a transformé le Secrétariat en Conseil pontifical pour la promotion de l’unité des chrétiens (CPPUC), changement devenu effectif le 1er mars 1989.

## But
Le Conseil a une double fonction de promotion de l’œcuménisme au sein de l’Église aussi bien qu’avec les autres Églises et Communions mondiales.

### Promotion de l’œcuménisme au sein de l’Église
Il est tout d’abord chargé de promouvoir, à l’intérieur de l’Église catholique, un authentique esprit œcuménique selon le Décret conciliaire Unitatis redintegratio ; c’est à cette fin qu’un Directoire œcuménique a été publié en 1967-1970 et renouvelé en 1993 sous le titre : « Directoire pour l’application des principes et des normes sur l’œcuménisme ». Le Conseil assume cette tâche en lien avec les divers dicastères de la Curie romaine, dont les compétences doivent également contribuer à l’effort de dialogue de l’Église catholique et être mises au service de ses relations avec toutes les Églises et Communautés ecclésiales.

### Promotion du dialogue et de la collaboration avec les autres Églises et Communions mondiales
En même temps, le Conseil pontifical s’efforce également de développer le dialogue et la collaboration avec les autres Églises et Communions mondiales. Aussi, dès sa création, il a établi une cordiale coopération avec le Conseil œcuménique des Églises (COE) dont le siège est à Genève ; depuis 1968, douze théologiens catholiques sont membres à part entière de la Commission « Foi et Constitution », département théologique du COE.
Il appartient également au CPPUC de nommer des observateurs catholiques aux différents rassemblements œcuméniques et d’inviter à son tour des observateurs ou des « délégués fraternels » des autres Églises et Communautés ecclésiales à l’occasion des grands événements de l’Église catholique.
En ce moment, le CPPUC est engagé dans un dialogue théologique international avec les Églises et Communions mondiales suivantes :
- l’Église orthodoxe,
- les Églises orthodoxes orientales,
- l'Église apostolique assyrienne de l'Orient,
- la Communion anglicane,
- la Fédération luthérienne mondiale,
- l’Alliance réformée mondiale,
- le Conseil méthodiste mondial,
- l’Alliance baptiste mondiale,
- l’Église chrétienne des Disciples du Christ,
- des responsables des Églises pentecôtistes.

Le Conseil se préoccupe aussi de promouvoir des rencontres avec les évangéliques.
Pour faire connaître le plus largement possible les résultats de ses efforts en faveur de l’unité des chrétiens, le CPPUC publie en français et en anglais une revue trimestrielle intitulée Service d’information.

## Structure
Le Conseil pontifical est dirigé par le cardinal président. Il est assisté par un secrétaire, un secrétaire adjoint et un sous-secrétaire.
Les relations avec les autres Églises et communautés ecclésiales sont réparties entre deux sections :
- la section orientale, pour les Églises orthodoxes de tradition byzantine et les Églises orientales orthodoxes (coptes, syriens, arméniens, éthiopiens, malankars) ainsi que pour l’Église assyrienne de l’Orient dont l'official est Hyacinthe Destivelle, O.P.
- la section occidentale, pour les différentes Églises et communautés ecclésiales d’Occident, et pour le Conseil œcuménique des Églises.

### Les présidents
- Agostino Bea (1960–1968)
- Johannes Willebrands (1969–1989)
- Edward Idris Cassidy (1989–2001)
- Walter Kasper (2001-2010)
- Kurt Koch (depuis 2010)

## Activités

### La collaboration pour la diffusion de la Bible
À la suite de la responsabilité prise par le Secrétariat dans la préparation de la constitution dogmatique sur la Révélation divine, le CPPUC est chargé de la promotion de la collaboration œcuménique pour la traduction de la Sainte Écriture et de sa diffusion). C’est la raison pour laquelle il a suscité la création de la Fédération biblique catholique, avec laquelle il est en étroit contact. Avec l’Alliance biblique universelle, il a publié des Directives concernant la coopération interconfessionnelle dans la traduction de la Bible.

### Le Comité catholique pour la collaboration culturelle
Fondé en 1963, le Comité s’attache à promouvoir, entre l’Église catholique et les Églises orthodoxes de tradition byzantine et les Églises orientales orthodoxes, des échanges d’étudiants désirant poursuivre, dans des institutions catholiques ou orthodoxes, des études en théologie ou dans d’autres disciplines ecclésiastiques. Une commission internationale d’attribution des bourses, dépendant du Comité, se réunit chaque année au mois de mars.

### Les relations avec lejudaïsme
Le 22 octobre 1974, le pape Paul VI a créé une Commission pour les relations religieuses avec le judaïsme, organisme distinct mais étroitement lié au CPPUC. En effet, le cardinal président et le Secrétaire du CPPUC en sont respectivement le président et le vice-président ; un secrétaire exécutif à plein temps en assure le fonctionnement. Pour la mise en œuvre des orientations données par le deuxième concile du Vatican, la Commission a publié des orientations et suggestions pour l’application de la déclaration conciliaire Nostra ætate et des Notes pour une correcte présentation des juifs et du judaïsme dans la prédication et la catéchèse de l’Église catholique.